# 金鋳城 (バスケットボール)
金 鋳城（キム・ジュソン、朝鮮語: 김주성、1979年11月9日 - ）は、大韓民国・釜山広域市海雲台区出身のプロバスケットボール選手である。

## 来歴
2002年に韓国バスケットボールリーグ（KBL）の原州TGエクサス（後の原州TG三宝エクサス、現原州東部プロミ）に入団。3度のリーグタイトルに貢献。
2007年にはNBAのトロント・ラプターズのキャンプにも参加している。
韓国代表でもエースとして1998年世界選手権や4度のアジア競技大会などに出場。